# 厨海水浴場

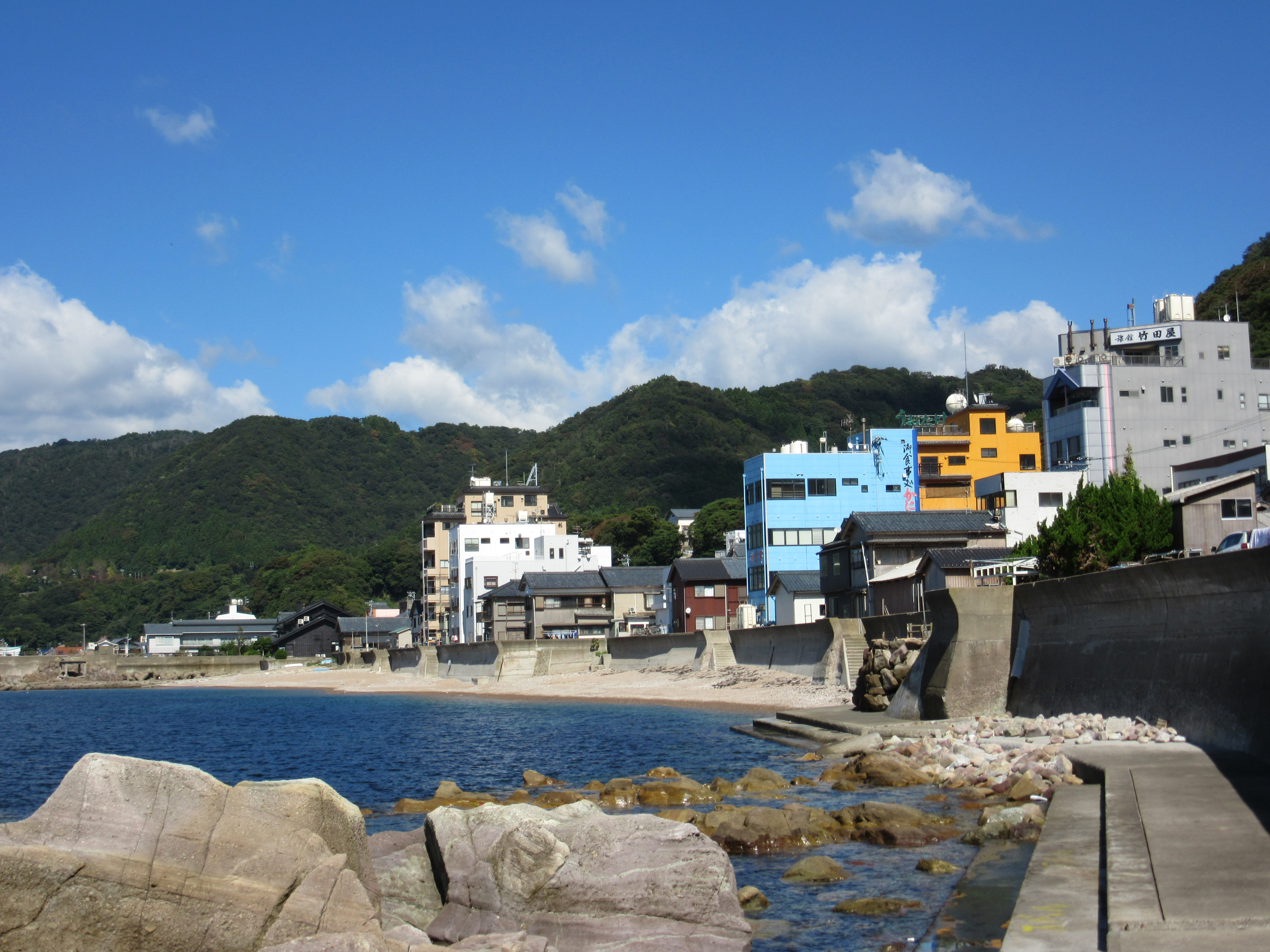
越前厨温泉と厨海水浴場

厨海水浴場（くりやかいすいよくじょう）は、福井県丹生郡越前町厨にある海水浴場である。

## 特徴
越前海岸の南方に位置し、透明度の高い水質がある海水浴場。隣の長須浜海水浴場との間には、温泉露天風呂がある。
- 砂浜の広さ 長さ:300m、幅:35m

## 概要
期間
- 7月上旬から8月下旬

## 所在地
- 福井県丹生郡越前町厨

### 交通アクセス

#### 公共交通機関
- ハピラインふくい線 武生駅・福井鉄道福武線 たけふ新駅より武生越前海岸線で約1時間。

#### 自動車
- 大阪・名古屋方面

北陸自動車道 敦賀ICより国道8号、国道305号。
- 石川・富山方面

北陸自動車道 鯖江ICより国道417号、国道365号、国道305号。

## 周辺
- 越前海岸
- 越前岬
- 越前がにミュージアム
- 越前水仙の里公園
- 呼鳥門